# Chires
Chires è un distretto della Costa Rica facente parte del cantone di Puriscal, nella provincia di San José.